# Внутренний Китай

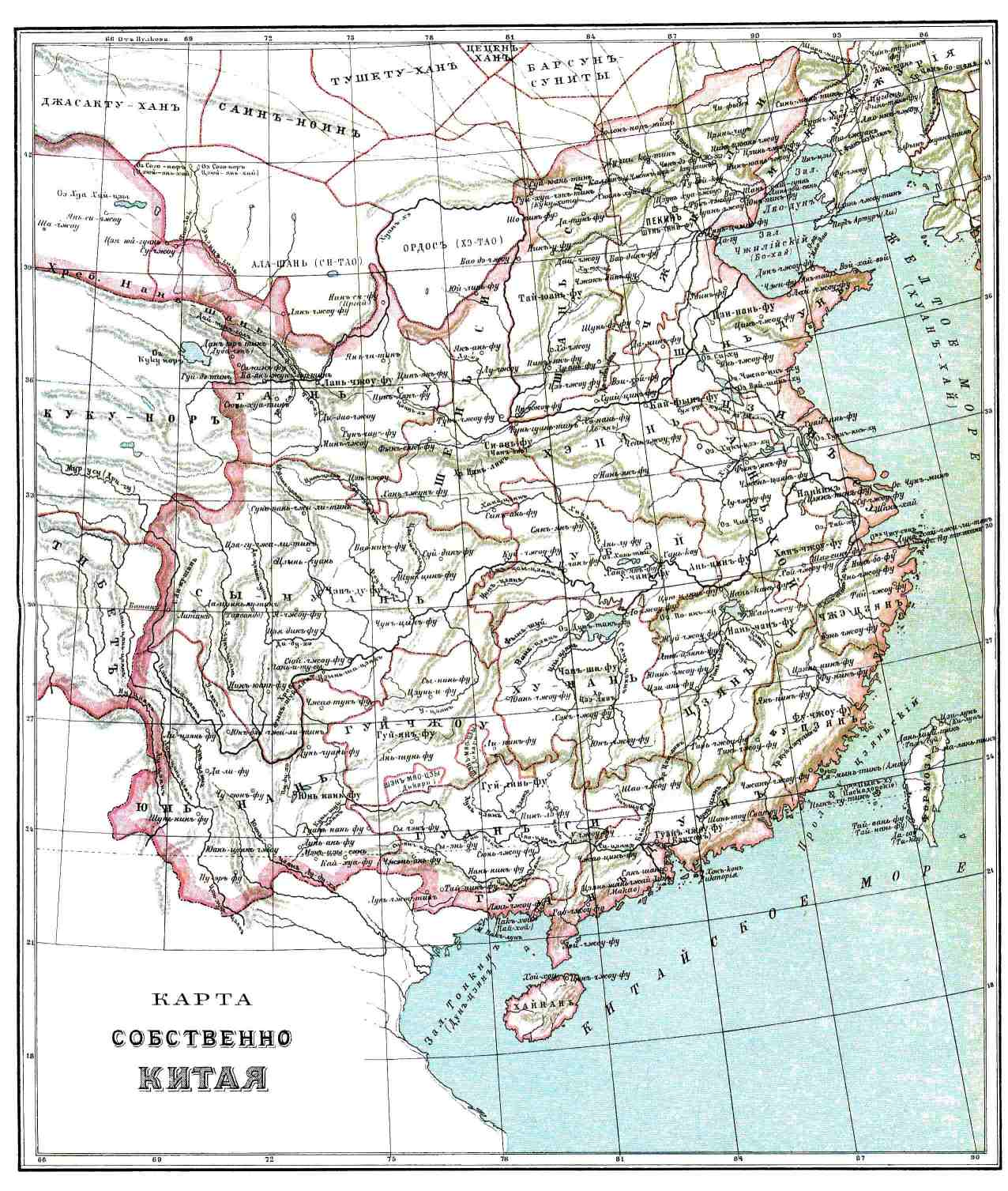
Карта внутреннего Китая из ЭСБЕ

Под внутренним Китаем или коренным Китаем понимается территория, на которой этническое большинство приблизительно в течение последних 2000 лет составляют ханьские китайцы. Это выражение (в российской литературе также как застенный Китай, в англоязычной — «China proper» или «18 Provinces» (18 провинций)) часто использовалось во времена Цинской империи, поскольку понимаемая под ним территория примерно соответствовала бывшей Минской империи на момент её падения (1644 г).
В административном отношении цинский внутренний Китай управлялся иначе (то есть, как правило более или менее на основе ранее существовавшего минского госаппарата, с добавлением маньчжурских войск и некоторых высших руководителей) чем территории, либо контролируемые цинами ещё до 1644 г (то есть Маньчжурия и восточная часть Внутренней и Внешней Монголии), либо завоеванные после «внутреннего Китая» (остальная Монголия, Синьцзян, Тибет).
В современных условиях это территория Китайской Народной Республики за вычетом Тибета, Синьцзяна, Внутренней Монголии и Маньчжурии, и, чаще всего, включая Тайвань. В КНР употребление термина «Китай» в узком смысле слова не одобряется.

## Сходные термины
- Большой Китай — территория Китая с Тайванем, Гонконгом и Макао
- Континентальный Китай — территория КНР без Тайваня, Гонконга и Макао
- Китайский мир и Поднебесная